# Мария и я
«Мария и я» (исп. María y yo) — графический роман Мигеля Гаярдо, вышедший в 2007 году. Имя его дочери Марии Гаярдо, о которой рассказывается, тоже стоит на обложке как имя соавтора.

## Сюжет
Комикс повествует о каникулах, проведённых Мигелем Гаярдо с дочерью Марией на юге Гран-Канарии. У Марии аутическое расстройство, и Гаярдо повествует о том, какова жизнь рядом с таким человеком.

## Стиль
Мигель Гаярдо рисует в схематичном стиле, чёрными и красными чернилами, смешивая бегущий текст, кадры комикса и иллюстрации. Как утверждал автор, его вдохновляли The ride together Пола и Джуди Карасик и книга «Меня зовут Юлия».

## Оценки и премии
Книга «Мария и я» в 2008 году получила первую Национальную премию Каталонии за комикс и был финалистом Национальной премии за комикс Испании (проиграл истории Морщинки). Гаярдо сам принял участие в продвижении работы в мае 2009 года, что в виде комикса нашло отражении в совместной с Пако Рокой работе Emotional World Tour.
Факультет психологии Мадридского университета Комплутенсе закупил большую партию экземпляров произведения, признавая его большое значение для изучения аутизма.
В 2010 году вышел одноимённый документальный фильм, основанный на комиксе.
На русский язык комикс был переведён Екатериной Чураковой, вышел в издательстве «Бумкнига» в 2014 году.